# Очго-Жикина
Очго-Жикина — деревня в Чердынском городском округе Пермского края России. До января 2020 года входила в Бондюжское сельское поселение Чердынского района. Расположена примерно в 28 километрах на северо-запад от окружного центра — города Чердынь и в 3 километрах на северо-восток от села Бондюг.
Климат умеренно-континентальный с продолжительной холодной и снежной зимой и коротким летом. Снежный покров удерживается 170—190 дней. Средняя высота снежного покрова составляет более 70 см, в лесу около 1 метра. В лесу снег сохраняется до конца мая. Продолжительность безморозного периода примерно 110 дней.

## Население
| 2010 |
| ---- |
| 24   |

Постоянное население на 2002 год — 47 человек, 96 % русские.